# 小川原正道
小川原 正道（おがわら まさみち、1976年9月24日 - ）は、日本の政治学者。慶應義塾大学法学部教授。専門は日本政治思想史。学位は、博士（法学）。

## 略歴
長野県東御市出身。
1995年長野県上田高等学校卒業。
1999年慶應義塾大学法学部政治学科卒業。
2001年同大学院法学研究科政治学専攻修士課程修了。
2003年同博士課程修了。博士（法学）の学位を取得。
武蔵野短期大学国際教養学科専任講師・助教授、武蔵野学院大学国際コミュニケーション学部助教授・准教授などを経て、2008年慶應義塾大学法学部准教授、2013年同教授。
イリノイ大学ロースクール客員研究員、国際日本文化研究センター国内客員教員准教授、ハーバード大学ライシャワー日本研究所客員研究員、マサチューセッツ工科大学歴史学科客員研究員、東京大学大学院法学政治学研究科客員研究員なども歴任。
2023年、『慶應義塾の近代アメリカ留学生 文明の「知」を求めた明治の冒険』で義塾賞を受賞。同年、『独立のすすめ　福沢諭吉演説集』が尾崎行雄記念財団・咢堂ブックオブザイヤー2023大賞（演説部門）受賞。

## 主著

### 単著
- 『大教院の研究  明治初期宗教行政の展開と挫折』（慶應義塾大学出版会, 2004年）
- 『評伝 岡部長職  明治を生きた最後の藩主』（慶應義塾大学出版会, 2006年）
- 『西南戦争  西郷隆盛と日本最後の内戦』（中公新書, 2007年）
- 『近代日本の戦争と宗教』（講談社選書メチエ, 2010年）
- 『福沢諭吉 「官」との闘い』（文藝春秋, 2011年）
- 『福澤諭吉の政治思想』（慶應義塾大学出版会, 2012年）
- 『明治の政治家と信仰  クリスチャン民権家の肖像』歴史文化ライブラリー（吉川弘文館, 2013年）
- 『日本の戦争と宗教  1899-1945』（講談社選書メチエ, 2014年）
- 『西南戦争と自由民権』（慶應義塾大学出版会, 2017年）
- 『小泉信三　天皇の師として、自由主義者として』（中公新書, 2018年）
- 『明治日本はアメリカから何を学んだのか  米国留学生と『坂の上の雲』の時代』（文春新書, 2021年）
- 『日本政教関係史  宗教と政治の一五〇年』（筑摩選書, 2023年）
- 『慶應義塾の近代アメリカ留学生  文明の「知」を求めた明治の冒険』（慶應義塾大学出版会, 2023年）
- 『福沢諭吉 変貌する肖像  文明の先導者から文化人の象徴へ』（ちくま新書, 2023年）
- 『西郷従道 維新革命を追求した最強の「弟」』（中公新書, 2024年）
- 『「信教の自由」の思想史 明治維新から旧統一教会問題まで』 （筑摩選書, 2024年）
- 『福沢諭吉と大名華族 「破壊」と「創造」の理論と実践』（ミネルヴァ書房, 2025年）

### 編著
- 『近代日本の仏教者　アジア体験と思想の変容』（慶應義塾大学出版会, 2010年）
- 『独立のすすめ　福沢諭吉演説集』（講談社学術文庫, 2023年）
- 『日本近現代政治史　幕末から占領期まで』（ミネルヴァ書房, 2023年）

### 著書翻訳
- （尤一唯译）『福泽谕吉与日本政府』（九州出版社，2016年）[3]